# Centar za komparativnohistorijske i interkulturne studije Zavoda za hrvatsku povijest
Kao jedna od ustrojbenih jedinica Zavoda za hrvatsku povijest Filozofskog fakulteta u Zagrebu, Centar djeluje od 5. lipnja 2001. godine. Utemeljen je s namjerom da doprinese realizaciji načela programske orijentacije Zavoda koji je zamišljen kao inovacijski, integracijski, komunikacijski i koordinacijski čimbenik ne samo u disciplinarnim okvirima hrvatske historiografije, već i u kontekstu šire znanstvene zajednice.  Voditelj Centra je prof. dr. sc. Drago Roksandić.